# 2MASS J00521232+0012172
2MASS J00521232+0012172 ist ein Brauner Zwerg im Sternbild Walfisch. Er wurde 2008 von Stanimir A. Metchev et al. entdeckt. 2MASS J00521232+0012172 gehört der Spektralklasse L2P an.